# Makler-Trading-Information-System
Das Makler-Trading-Information-System („MATIS“) war ein elektronisches Handelsinformationssystem der deutschen Kursmaklerschaft. Es wurde in Zusammenarbeit mit der Firma Reuters AG und dem Kursmakler Mathis erstellt und ab Ende 1989 von den an den deutschen Wertpapierbörsen tätigen Kursmaklern genutzt. Träger des Systems war der Bundesverband der Kursmakler an den deutschen Wertpapierbörsen.
Das System MATIS sollte sich als Alternative zum damaligen elektronischen Banken-Handelsinformationssystem IBIS etablieren, was letztlich jedoch aufgrund der verweigerten Anbindung an die Abwicklungssysteme der Frankfurter Wertpapierbörse nicht gelang. 1992 wurde MATIS daher eingestellt.
IBIS war der Vorgänger des derzeit in Gebrauch befindlichen elektronischen Handelssystems Xetra.